# Camptotypus accuratus
Camptotypus accuratus är en stekelart som först beskrevs av Tosquinet 1896.  Camptotypus accuratus ingår i släktet Camptotypus och familjen brokparasitsteklar. Inga underarter finns listade.